# Дударчик Зінаїда Кузьмівна
Дударчик Зінаїда Кузьмівна (*16 жовтня 1941, Нова Водолага , Харківська область) — українська поетеса.

## Життєпис
Народилася 16 жовтня 1941 року в місті Нова Водолага на Харківщині. З шести років проживає в місті Краматорську Донецької області. 
Зростала у багатодітній родині. 
Закінчила філологічний факультет Харківського державного університету. 
Працювала у школі. Досвідчений педагог, Відмінник народної освіти України.
Останні роки своєї трудової діяльності З. К. Дударчик провела у Центрі позашкільної роботи (м. Краматорськ), де вела для дітей гурток поетичної творчості. 
Станом на 2013 рік Зінаїда Кузьмівна знаходилась на заслуженому відпочинку.

## Творчий доробок
- Лауреат літературного конкурсу «Книга Донбасу» (2001 р.) у номінації «Дитяча книга» (за книгу «З Кобзаревої криниці»).

Друкувалася в збірках «Как сердцу высказать себя» (2008 рік), «Души высокая свобода» (2009 рік), «Иду дорогою земной» (2011 рік), «Я в сердце поселю любовь» (2012 рік), «Судьбою посланное слово» (2013 рік).